# UIC-Bauart-Bezeichnungssystem für Reisezugwagen
Das UIC-Bauart-Bezeichnungssystem für Reisezugwagen ist eine internationale Norm für die Bezeichnung der Bauarten von Reisezugwagen, das vom Internationalen Eisenbahnverband (UIC) festgelegt wurde.
Anders als beim UIC-Bauart-Bezeichnungssystem für Güterwagen wird die Bauart für Reisezugwagen einzig über die Wagennummer klar definiert, während die Gattungszeichen nur sehr rudimentär vereinheitlicht sind. Beispielsweise heißen die eigentlich komplett baugleichen Eurofima-Wagen der ersten Klasse je nach Bahn Avmz (DB), Amoz (ÖBB, später Amz), A9u (SNCF), Am (SBB), A I6 (SNCB) oder Az (FS). Die UIC-einheitliche Nummer für Reisezugwagen wurde 1966 eingeführt.
Die großgeschriebenen Gattungsbuchstaben sind international weitgehend einheitlich. Allerdings haben diverse Bahnen einen Großteil davon schon vorher in den nationalen Bezeichnungen verwendet (wie etwa in den Gattungszeichen deutscher Eisenbahnwagen).
Die kleingeschriebenen Kennbuchstaben für technische Details sind dagegen Sache der jeweiligen Bahngesellschaft. Zur Unterscheidung von unterschiedlichen Bauserien mit den gleichen Merkmalen werden zudem von einigen Bahngesellschaften Bauartnummern vergeben.

## Gattungsbuchstaben
Den Anfang der Bauartbezeichnung bilden stets ein oder mehrere Gattungsbuchstaben. Bei mehreren Buchstaben bilden diese eine Kombination von Funktionen ab – so steht etwa ein „R“ in der Bezeichnung stets für einen Speisewagen: „WR“ ist ein reiner solcher, „AR“ ein Halbspeisewagen mit Sitzplätzen erster Klasse, „BR“ ein solcher mit zweiter Klasse.
In geringem Umfang gibt es auch hier nationale Besonderheiten. So verwendet die Deutsche Bahn ein vorangestelltes „D“ für Doppelstockwagen, und für Postwagen gibt es überhaupt keine einheitliche Bezeichnung (sehr wohl aber „00“ als fünfte und sechste Stelle der Wagennummer).
|       | Bedeutung                                                                 | Anmerkung                                |
| ----- | ------------------------------------------------------------------------- | ---------------------------------------- |
| A     | Sitzwagen erster Klasse                                                   |                                          |
| B     | Sitzwagen zweiter Klasse                                                  |                                          |
| AB    | Sitzwagen erster und zweiter Klasse                                       |                                          |
| AR    | Halbspeisewagen mit Sitzplätzen erster Klasse sowie Küche und Speiseraum  |                                          |
| BR    | Halbspeisewagen mit Sitzplätzen zweiter Klasse sowie Küche und Speiseraum |                                          |
| AD    | Halbgepäckwagen mit Sitzplätzen erster Klasse und Gepäckraum              |                                          |
| BD    | Halbgepäckwagen mit Sitzplätzen zweiter Klasse und Gepäckraum             |                                          |
| D     | Gepäckwagen                                                               |                                          |
| DA    | Doppelstockwagen erster Klasse                                            | (nur Deutschland)                        |
| DB    | Doppelstockwagen zweiter Klasse                                           | (nur Deutschland)                        |
| DAB   | Doppelstockwagen erster und zweiter Klasse                                | (nur Deutschland)                        |
| DD    | Doppelstock-Gepäckwagen                                                   | (nur bei der DR)                         |
| DD    | Doppelstock-Autotransportwagen der Reisezugwagen-Bauart                   | (eingesetzt in Autoreisezügen)           |
| F     | Gepäckwagen                                                               | (nur Schweden)                           |
| F     | Postwagen                                                                 | (nur Österreich bis 1968)                |
| FR    | Speisewagen mit Gepäckraum                                                | (nur Norwegen)                           |
| Post  | Postwagen                                                                 | (nur Deutschland und Österreich ab 1968) |
| BPost | Sitzwagen zweiter Klasse mit Postabteil                                   | (nur Deutschland)                        |
| DPost | Gepäckwagen mit Postabteil                                                | (nur Deutschland)                        |
| R     | Speisewagen                                                               | (nur Schweden)                           |
| S     | Salonwagen                                                                |                                          |
| S     | Sonderwagen                                                               | (nur Schweiz)                            |
| Salon | Salonwagen                                                                |                                          |
| SR    | Gesellschaftswagen                                                        |                                          |
| WG    | Gesellschaftswagen („Tanzwagen“)                                          | (nur Deutschland)                        |
| WGS   | Sondergesellschaftswagen („Salonwagen“)                                   | (nur Deutschland)                        |
| WLA   | Schlafwagen erster Klasse                                                 |                                          |
| WLB   | Schlafwagen zweiter Klasse                                                |                                          |
| WLAB  | Schlafwagen erster und zweiter Klasse                                     |                                          |
| WR    | Speisewagen                                                               |                                          |
| KA    | Schmalspurwagen erster Klasse                                             | (nicht gültig in der Schweiz)            |
| KB    | Schmalspurwagen zweiter Klasse                                            | (nicht gültig in der Schweiz)            |
| KD    | Schmalspurgepäckwagen                                                     | (nicht gültig in der Schweiz)            |
| Z     | Postwagen                                                                 | (nur Schweiz)                            |
| Z     | Gefangenentransportwagen / Zellenwagen                                    |                                          |

## Kennbuchstaben
Die dem Gattungskennzeichen folgenden Kleinbuchstaben stehen für die technische Ausrüstung und Einrichtung des Wagens. Wie die Kennbuchstaben belegt werden, liegt in der Hand der jeweiligen Bahngesellschaft; eine international eindeutigere Kennzeichnung zumindest einiger dieser Merkmale ergibt sich aus der fünften bis achten Stelle der Wagennummer.

### Deutsche Bahn
Die Kennbuchstaben der Deutschen Bahn stammen zum Teil noch aus dem nationalen System und wurden dort in den 1950ern definiert. Mit der Einführung der EDV-Nummern wurde das System grundlegend umgestellt. Seitdem sind Drehgestellwagen der nicht weiter gekennzeichnete Regelfall; vorher waren es Zweiachser. Zusätzlich erfolgten 1986 Änderungen: Die Angabe der elektrischen Heizung entfiel (sie betraf alle vorhandenen Reisezugwagen), und die Bedeutung des Nebenzeichens m, das für eine Wagenlänge von mehr als 24 Metern stand, wurde auf Länge über Puffer größer als 24,5 Meter geändert. Damit entfiel es bei den Wagen des OSŽD-Typs B und des UIC-Typs Y. In der Folge wurden die in einigen Details abweichenden Systeme der beiden deutschen Bahnverwaltungen harmonisiert. Die Kennzeichnung von Zwei- und Dreiachsern wurde aufgegeben, weil sie in der Wagennummer enthalten ist. Behelfsreisezugwagen in Güterwagenbauart sind seit den 1970er Jahren nicht mehr im Bestand. Dies führt dazu, dass viele Angaben heute redundant erscheinen – Drehgestellwagen ohne „m“ gibt es kaum mehr, und auch die in den 1950er Jahren entwickelten Abteilwagen des UIC-Typs X, denen gegenüber ein „v“ eine Verringerung der Abteilzahl anzeigt (d. h. zehn Abteile in der ersten bzw. zwölf in der zweiten Klasse), sind weitgehend ausgemustert.
|    | Bedeutung |
| -- | --- |
| a  | Wagen ist für das technikbasierte Abfertigungsverfahren ausgerüstet. Das Nebenzeichen a steht am Ende des Gattungszeichens |
| a  | früher: dreiachsiger Reisezugwagen |
| aa | früher: zweiachsiger Reisezugwagen |
| b  | Wagen mit behindertengerechter Ausrüstung |
| b  | früher DB: Wagen mit Steuer- (Befehls)leitung |
| b  | früher DR: Behelfsreisezugwagen der Baujahre 1943 bis 1945 |
| c  | Wagen mit Abteilen, in denen die Sitzplätze in Liegeplätze (Couchettes) umgewandelt werden können (Liegewagen) |
| d  | Wagen mit Mehrzweckraum oder Fahrradstellplätzen |
| e  | bis 1986: Wagen mit elektrischer Heizung |
| ee | bis 1992: Wagen mit Energieversorgung aus der Zugsammelschiene. Die Nebenzeichen e und ee standen am Ende des Gattungszeichens |
| f  | Steuerwagen mit 36-poliger Steuerleitung oder zeitmultiplexer Wendezugsteuerung |
| f  | zusätzlich zu u: Steuerwagen mit 34-poliger Leitung oder zeitmultiplexer Wendezugsteuerung |
| f  | DR bis 1986: Behelfssteuerwagen (Befehlswagen) für den Wendezugbetrieb |
| g  | bis etwa 2000: Reisezugwagen mit Gummiwulstübergängen, bei Sitz-, Liege- und Schlafwagen für den Schnellzugdienst zusätzlich mit Seitengang; das Zeichen wird bei Wagen, die das Zeichen m tragen oder trugen, nicht verwendet.                              |
| h  | Wagen, der sowohl über Zugsammelschiene als auch eigene Achsgeneratoren mit Strom versorgt werden kann |
| h  | außerdem: Kennzeichen nicht umgebauter Nahverkehrswagen der DR-Bauart (Großraumwagen mit Gummiwulstübergängen und Mittelgang) |
| i  | zusätzlich zu m: ehemalige Interregio-Wagen |
| i  | bis 1992: Durchgangswagen mit offenen Übergängen |
| k  | Wagen mit Bistro-/Kiosk- oder Küchenabteil oder Warenautomaten |
| l  | Wagen wie m-Wagen, jedoch ohne Seitengang (derzeit nicht in Gebrauch) |
| m  | Personenverkehrswagen mit einer Länge von mehr als 24,5 Metern und Gummiwulstübergängen (außer bei DDm) |
| mm | modernisierter m-Wagen (seit 2016) |
| n  | Nahverkehrswagen mit einer Länge von mehr als 24,5 Metern, Großraum mit Mittelgang in der zweiten Klasse (zwölf fiktive Abteile), Mittel- oder Seitengang in der ersten Klasse, zwei Mitteleinstiege, geeignet für Wendezugbetrieb (36-polige Steuerleitung) |
| o  | zusätzlich zu m: weniger Abteile und ohne Klimaanlage |
| o  | bis 1992: Wagen ohne Sitzpolster |
| p  | Wagen mit Großraum und Mittelgang („pullman-artig“), klimatisiert |
| q  | Steuerwagen mit konventioneller Wendezugsteuerung mit 34-poliger Steuerleitung (nur nichtmodernisierte Fahrzeuge, die nicht das n oder y tragen) |
| r  | Wagen mit Hochleistungs-Bremse (Rapid-Bremse) KE-GPR. Nur in Verbindung mit n oder bei Postwagen verwendet. |
| r  | früher: Schnellzugwagen mit Wagenübergängen und Speiseraum für Selbstbedienung |
| s  | bei Gepäckwagen und Halbgepäckwagen: Seitengang |
| s  | bei Schlafwagen: Bauart Spezial (kleine Ein- oder Zweibettabteile) |
| s  | bei Abteilwagen: Service-Abteil |
| tr | DR: Wagen mit Traglastenabteil |
| u  | Wagen mit 34-poliger Wendezugsteuerleitung (DR-Bauart) |
| uu | Wagen mit 36-poliger Wendezugsteuerleitung (DB-Bauart) (n schließt dieses Merkmal ein) |
| v  | Fernverkehrswagen mit verringerter Abteilanzahl (11 statt 12 bei Bm, 6/4 statt 6/5 bei ABm, 9 statt 10 bei Am) |
| v  | DR 1970 bis 1992: vierteilige Doppelstockeinheit, vorher DB13 |
| w  | Fernverkehrswagen mit erheblich verringerter Abteilanzahl (9 statt 12 bei Bm, seit 2012) |
| w  | Polster auch in der (damals neuen) 2. Klasse (ehemals) |
| w  | DR 1970 bis 1995 leichte Durchgangswagen bis 32 Tonnen Eigenmasse |
| x  | S-Bahn-Wagen mit Großraum mit Mittelgang, Zugsammelschiene zur Stromversorgung, Mitteleinstiegen und Hochleistungsbremse (siehe auch: x-Wagen) |
| x  | 1992 bis 2000: zweiteilige Doppelstockeinheit |
| y  | Nahverkehrswagen, Großraum mit Mittelgang in der zweiten Klasse (elf fiktive Abteile), zwei Mitteleinstiegen, geeignet für Wendezugbetrieb (34-polige Steuerleitung)                                                                                         |
| z  | Wagen mit Energieversorgung aus der Zugsammelschiene (ohne Achsgeneratoren) |
| z  | DR 1970 bis 1992: zweiteilige Doppelstockeinheit, vorher DB7 |

### Österreichische Bundesbahnen
Die Österreichischen Bundesbahnen verwenden unterschiedliche Kennbuchstaben für zwei- und vierachsige Wagen. Die folgenden Gattungszeichen gelten seit 1981. Die Kennbuchstaben „d“ für Doppelstockwagen, „l“ für wendezugfähige Wagen und „s“ für Steuerwagen werden nach einem Bindestrich angeschrieben (Beispiel: Bmpz-ds).  Bei Triebwagen (und dazu passenden Wagen) wurden bis ca. 2004 zusätzlich die Vierachser mit einer „4“ nach dem Gattungsbuchstaben gekennzeichnet (Beispiel: B4hET). Die Kennzeichnung von Schmalspurfahrzeugen wird hinter einem Schrägstrich angeschrieben (Beispiel: B4iph/s). Zusätzlich gibt es ebenfalls eine Kennzeichnung von vierachsigen Fahrzeugen.
|     | Bedeutung                                                                                                  |
| --- | --- |
| b   | behindertengerecht(e Toilette) (ab 2010?)                                                                  |
| c   | Liegewagen (Couchette)                                                                                     |
| e   | Gepäckwagen mit Seitengang (bis 1962)                                                                      |
| f   | Steuerwagen (ab 2010?)                                                                                     |
| h   | Wagen mit elektrischer Heizung (entfällt ab 1968 ausgen. bei Triebwagen und Schmalspurfahrzeugen)          |
| i   | Wagen mit Mittelgang, offenen Plattformen und offenen Übergangsbrücken                                     |
| ip  | Wagen mit Mittelgang, geschlossenen Plattformen und offenen Übergangsbrücken (bis 1968 ausgen. Schmalspur) |
| l   | Triebwagenanhänger mit Steuerleitung                                                                       |
| m   | Wagen mit mehr als 24 Metern Länge (ab 1968)                                                               |
| o   | Wagen ohne Dampfheizung (entfällt ab 1980)                                                                 |
| p   | Wagen mit Großraum und Mittelgang (ab 1968)                                                                |
| s   | Gepäckwagen mit Seitengang (ab 1962), davor: Wagen für Expressgut (bis 1962)                               |
| ü   | Wagen mit geschlossenem Übergang (bis 1968)                                                                |
| v   | Wagen mit reduzierter Abteil-Anzahl (ab 2010)                                                              |
| w   | Wagen mit Webasto-Eigenheizung (bei Triebwagenanhängern nicht angeschrieben)                               |
| x   | Gepäckwagen für Expressgut (ab 1962)                                                                       |
| y   | Wagen mit Buffetabteil                                                                                     |
| z   | Wagen mit Energieversorgung ausschließlich aus der Zugsammelschiene (ab 1968)                              |
| -dl | Doppelstockwagen mit Steuerleitung (entfällt bei aktuellen Auslieferungen und Umzeichnungen)               |
| -ds | Doppelstockwagen-Steuerwagen (entfällt bei aktuellen Auslieferungen und Umzeichnungen)                     |
| -k  | Wagen mit Zugführerkabine (ab 1982)                                                                        |
| -l  | Wagen mit Steuerleitung für Wendezugbetrieb (ab 1995)                                                      |
| -s  | Steuerwagen für Wendezugbetrieb                                                                            |
| /s  | Schmalspurwagen                                                                                            |
| /sz | Wagen für die schmalspurigen Zahnradbahnen                                                                 |
| T   | Triebwagenbeiwagen                                                                                         |
| ET  | Elektrotriebwagen                                                                                          |
| ES  | Steuerwagen für Elektrotriebwagen                                                                          |
| VT  | Verbrennungstriebwagen                                                                                     |
| VS  | Steuerwagen für Verbrennungstriebwagen                                                                     |

### Schweizer Bahnen
Für die Schweizer Bahnen galt ab 1902 ein einheitliches Schema von Serienbezeichnungen für Triebfahrzeuge und Wagen, das durch das Eidgenössische Amt für Verkehr (heute Bundesamt für Verkehr) festgelegt wurde. Im Wesentlichen galt seit 1962 das internationale Schema, einige Besonderheiten haben sich aber bis heute gehalten (siehe auch Tabelle oben). Seit der Jahrtausendwende wurde das einheitliche Schema nicht mehr durchgesetzt, und einige Bahnen haben zusätzliche Bezeichnungen eingeführt. Heute werden in der Schweiz folgende Kleinbuchstaben verwendet:
|   | Bedeutung                                                                                        |
| - | ------------------------------------------------------------------------------------------------ |
| b | Begleitwagen (nur in der Kombination Db)                                                         |
| c | Liegewagen (Couchette)                                                                           |
| i | Wagen mit offenen Plattformen bzw. Wagen mit behindertengerechter Toilette (nur bei RhB und MGB) |
| m | Wagen mit mehr als 24 Metern Länge für den internationalen Verkehr                               |
| p | Wagen mit Großraum und Mittelgang für den internationalen Verkehr (ab 1980)                      |
| p | Panoramawagen (nur bei RhB, MGB und Vorgängerbahnen)                                             |
| r | Wagen mit Restaurationsabteil (gleichbedeutend manchmal auch R geschrieben)                      |
| s | Gepäckwagen mit Seitengang (20 Wagen ab 1977, alle Wagen sind ausrangiert)                       |
| s | Panoramawagen (von Superpanoramic-Express, nur bei MOB)                                          |
| t | Steuerwagen für Pendelzüge                                                                       |
| ü | Wagen mit geschlossenem Übergang (bis 1968)                                                      |

## UIC-Wagennummer

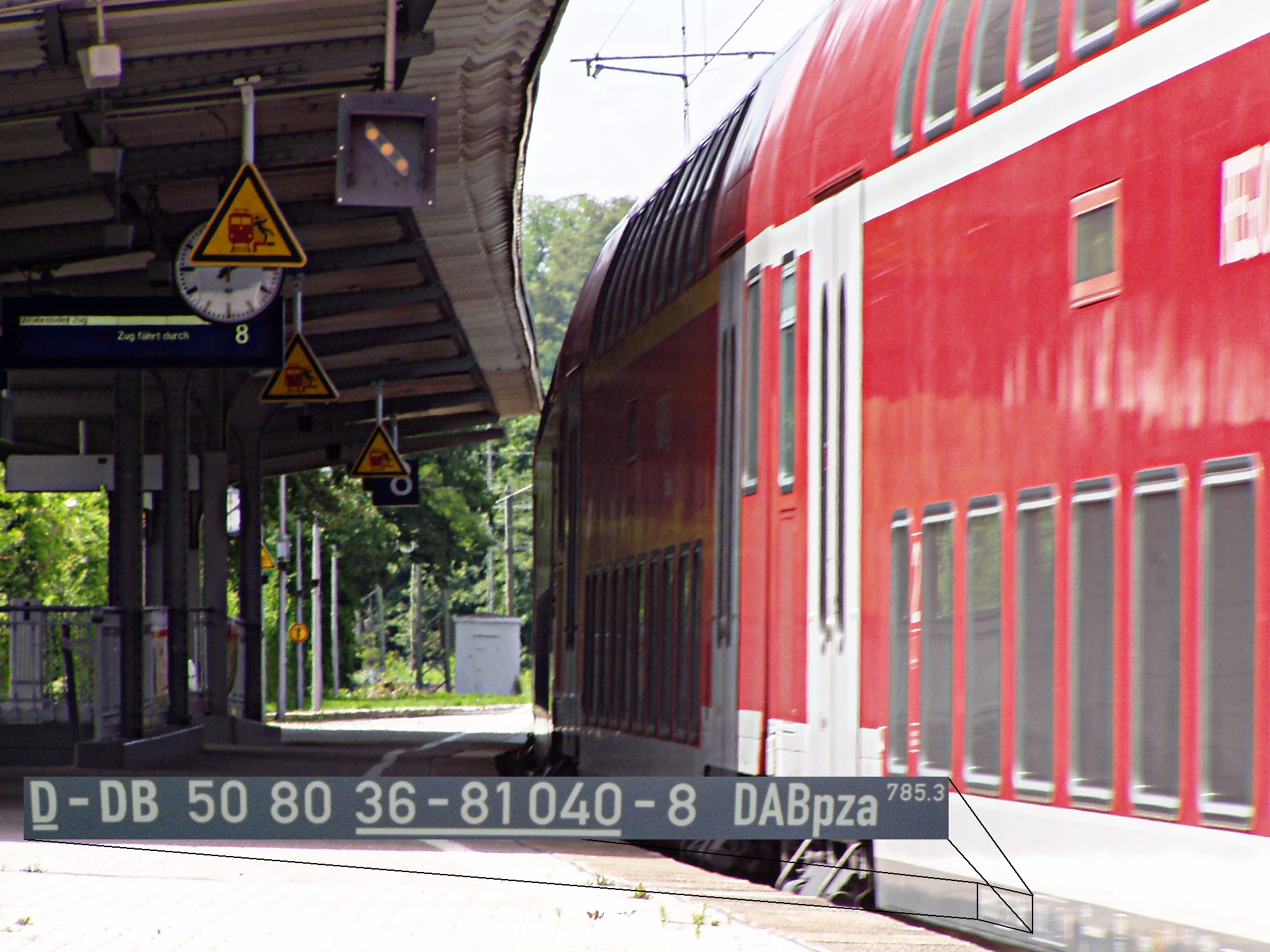
Wagennummer und ihr Ort an einem DABpza

Im Gegensatz zu den Buchstabenkürzeln ist die stets aus zwölf Stellen bestehende UIC-Wagennummer bei Reisezugwagen vollständig genormt und gibt auch Details über die Wagenbauart an.
| erste und zweite Stelle:                                   | Code für das Austauschverfahren                           |
| dritte und vierte Stelle:                                  | Kode für das Eigentumsmerkmal (seit 2006: UIC-Ländercode) |
| fünfte bis achte Stelle:                                   | Angaben zur Wagenbauart (siehe weiter unten)              |
| neunte bis elfte Stelle:                                   | Ordnungsnummer                                            |
| zwölfte Stelle: (mit Bindestrich von den übrigen getrennt) | Selbstkontrollziffer                                      |

Die fünfte Stelle der Wagennummer verschlüsselt bei Reisezugwagen die eigentliche Gattung:
- 0 = in UIC 438-1 nicht definiert, verwendet für Post- und Privatwagen sowie Schlafwagen der CIWLT
- 1 = A – Sitzwagen erste Klasse
- 2 = B – Sitzwagen zweite Klasse
- 3 = AB – Sitzwagen erste und zweite Klasse
- 4 = Ac und ABc/AcBc – Liegewagen erste Klasse sowie erste und zweite Klasse
- 5 = Bc – Liegewagen zweite Klasse
- 6 = in UIC 438-1 nicht definiert
- 7 = Schlafwagen
- 8 = Speisewagen und Wagen der Sonderbauarten
- 9 = Post-, Gepäck- und Autotransportwagen

Die sechste Stelle der Wagennummer bei Reisezugwagen verschlüsselt bei Sitz-, Liege- und Schlafwagen die Art der Inneneinrichtung:
- 0: 10 Abteile
- 1: 11 Abteile
- 2: 12 Abteile
- 3: dreiachsige Wagen
- 6: Doppelstockwagen
- 7: 7 Abteile
- 8: 8 Abteile
- 9: 9 Abteile

Ist die fünfte Stelle eine 0, so ergeben sich einige Sonderbedeutungen für die sechste:
- 00: Postwagen
- 06: Schlafwagen, die (noch) nicht in den internationalen Schlafwagenpool eingebracht sind
- 07: Schlafwagen, die (noch) nicht für den nationalen Park kodifiziert sind

Ist die fünfte Stelle eine 8, ergeben sich folgende Bedeutungen:
- 80: Sitzwagen alle Klassen mit oder ohne Gepäckabteil, mit Steuerabteil für Wendezugbetrieb
- 81: Sitzwagen 1. oder 1./2. Klasse mit Gepäck- oder Postabteil
- 82: Sitzwagen 2. Klasse mit Gepäck- oder Postabteil
- 84: Sitzwagen alle Klassen mit besonders eingerichteter Fläche, z. B. für Kinderspiele
- 85: Sitzwagen und Liegewagen alle Klassen mit Bar- oder Buffetabteil
- 86: in UIC 438-1 nicht definiert, jedoch von einigen Bahnen für Doppelstock-Steuerwagen verwendet
- 87: Speise-, Bar- oder Buffetwagen mit Gepäckabteil
- 88: Speisewagen
- 89: Sonstige Spezialwagen

Ist die fünfte Stelle eine 9, ergeben sich folgende Bedeutungen:
- 90: Postwagen
- 91: Gepäckwagen mit Postabteil
- 92: Gepäckwagen
- 93: Zwei- oder dreiachsige Gepäck- oder Halbgepäckwagen
- 94: Zwei- oder dreiachsige Gepäckwagen mit Postabteil
- 95: Gepäckwagen mit Seitengang
- 97: Zwei- oder dreiachsige Autotransportwagen
- 98: Autotransportwagen
- 99: Dienstwagen

Die siebente Stelle verschlüsselt die Höchstgeschwindigkeit, die achte das Heizsystem:
| 7. Stelle ↓ | 8. Stelle →   | 0                                   | 1                                   | 2                                   | 3                 | 4                                   | 5                | 6                                   | 7                 | 8                                   | 9                         |
| ----------- | ------------- | ----------------------------------- | ----------------------------------- | ----------------------------------- | ----------------- | ----------------------------------- | ---------------- | ----------------------------------- | ----------------- | ----------------------------------- | ------------------------- |
| 0           | bis 120 km/h  | 1000 V ~ 1500 V ~ 1500 V = 3000 V = | %                                   | 3000 V ~ 3000 V =                   | 1000 V ~          | %                                   | 1500 V~          | andere Spannungen                   | 1500 V ~ 1500 V = | 3000 V =                            | %                         |
| 1           | bis 120 km/h  | 1000 V ~ 1500 V ~ 1500 V = 3000 V = | 1000 V ~                            | 1000 V ~                            | 1000 V ~          | 1000 V ~                            | 1000 V ~         | %                                   | 1500 V ~ 1500 V = | 3000 V =                            | 3000 V =                  |
| 2           | bis 120 km/h  | nur Dampfheizung                    | nur Dampfheizung                    | 3000 V ~ 3000 V =                   | nur Dampfheizung  | 3000 V ~ 3000 V =                   | nur Dampfheizung | 1500 V ~ 3000 V ~ 3000 V =          | 1500 V ~          | 1500 V ~                            | Eigenheizung              |
| 3           | bis 140 km/h  | 1000 V ~ 1500 V ~ 1500 V = 3000 V = | %                                   | 1000 V = 3000 V =                   | 1000 V ~          | 1000 V ~                            | 1000 V ~         | 1000 V ~ 1500 V ~ 1500 V = 3000 V = | 1500 V ~ 1500 V = | 3000 V =                            | 3000 V =                  |
| 4           | bis 140 km/h  | 1000 V ~ 1500 V ~ 1500 V = 3000 V = | 1000 V ~ 1500 V~ 1500 V = 3000 V =  | 1000 V ~ 1500 V ~ 1500 V = 3000 V = | 1000 V ~          | 1500 V ~ 1500 V =                   | 1000 V ~         | 3000 V~ 3000 V =                    | 1500 V ~ 1500 V = | 3000 V =                            | %                         |
| 5           | bis 140 km/h  | 1000 V ~ 1500 V ~ 1500 V = 3000 V = | 1000 V~ 1500 V ~ 1500 V = 3000 V =  | 1000 V ~ 1500 V ~ 1500 V = 3000 V = | 1000 V ~          | %                                   | 1500 V ~         | andere Spannungen                   | 1500 V ~ 1500 V = | %                                   | %                         |
| 6           | bis 140 km/h  | nur Dampfheizung                    | %                                   | 3000 V ~ 3000 V =                   | %                 | 3000 V ~ 3000 V =                   | %                | nur Dampfheizung                    | %                 | %                                   | Eigenheizung              |
| 7           | bis 160 km/h  | 1000 V ~ 1500 V ~ 1500 V = 3000 V = | 1000 V~ 1500 V ~ 1500 V = 3000 V =  | 1000 V ~ 1500 V ~ 1500 V = 3000 V = | 1000 V ~          | 1500 V ~ 1500 V =                   | 1000 V ~         | 1500 V ~                            | 1500 V ~ 1500 V = | 3000 V =                            | 3000 V =                  |
| 8           | bis 160 km/h  | 1000 V ~ 1500 V ~ 1500 V = 3000 V = | 1000 V ~ 1500 V ~ 1500 V = 3000 V = | 3000 V ~ 3000 V =                   | %                 | 1000 V ~ 1500 V ~ 1500 V = 3000 V = | 1000 V ~         | 3000 V ~ 3000 V =                   | andere Spannungen | 1000 V ~ 1500 V ~ 1500 V = 3000 V = | Eigenheizung oder Spezial |
| 9           | über 160 km/h | 1000 V ~ 1500 V ~ 1500 V = 3000 V = | 1000 V~ 1500 V ~ 1500 V = 3000 V =  | 1000 V ~ 1500 V ~ 1500 V = 3000 V = | 1000 V ~ 1500 V ~ | 1000 V ~                            | 1000 V ~         | %                                   | 1500 V ~ 1500 V = | 3000 V =                            | Eigenheizung oder Spezial |

Legende:
- grauer Hintergrund: Fahrzeuge mit elektrischer und Dampfheizung sowie Bordnetzeigenversorgung mit Achsgenerator ausgerüstet
- blaue Schrift: Bei bestimmten Fahrzeugen ist die Nutzung von 1000 V nur für 16,7 oder 50 Hz zugelassen.
- rote Schrift: Fahrzeuge für eine Spurweite von 1520 mm
- grüne Schrift: 1500 V~ und 3000 V= nur bei national eingesetzten Fahrzeugen, bei international eingesetzten Fahrzeugen alle Spannungen.
- %: Ziffernkombination ist nicht vergeben bzw. reserviert
- Spezial (89 bzw. 99): Spannungsversorgung für alle Spannungen über die Zugsammelschiene, Klimaanlage muss über einen separaten Generator betrieben werden

Wagen mit Dampf- oder Eigenheizung benötigen für einen freizügigen Einsatz immer eine von der Zugsammelschiene unabhängige Stromversorgung für die übrigen Verbraucher, in der Regel durch einen Achsgenerator.

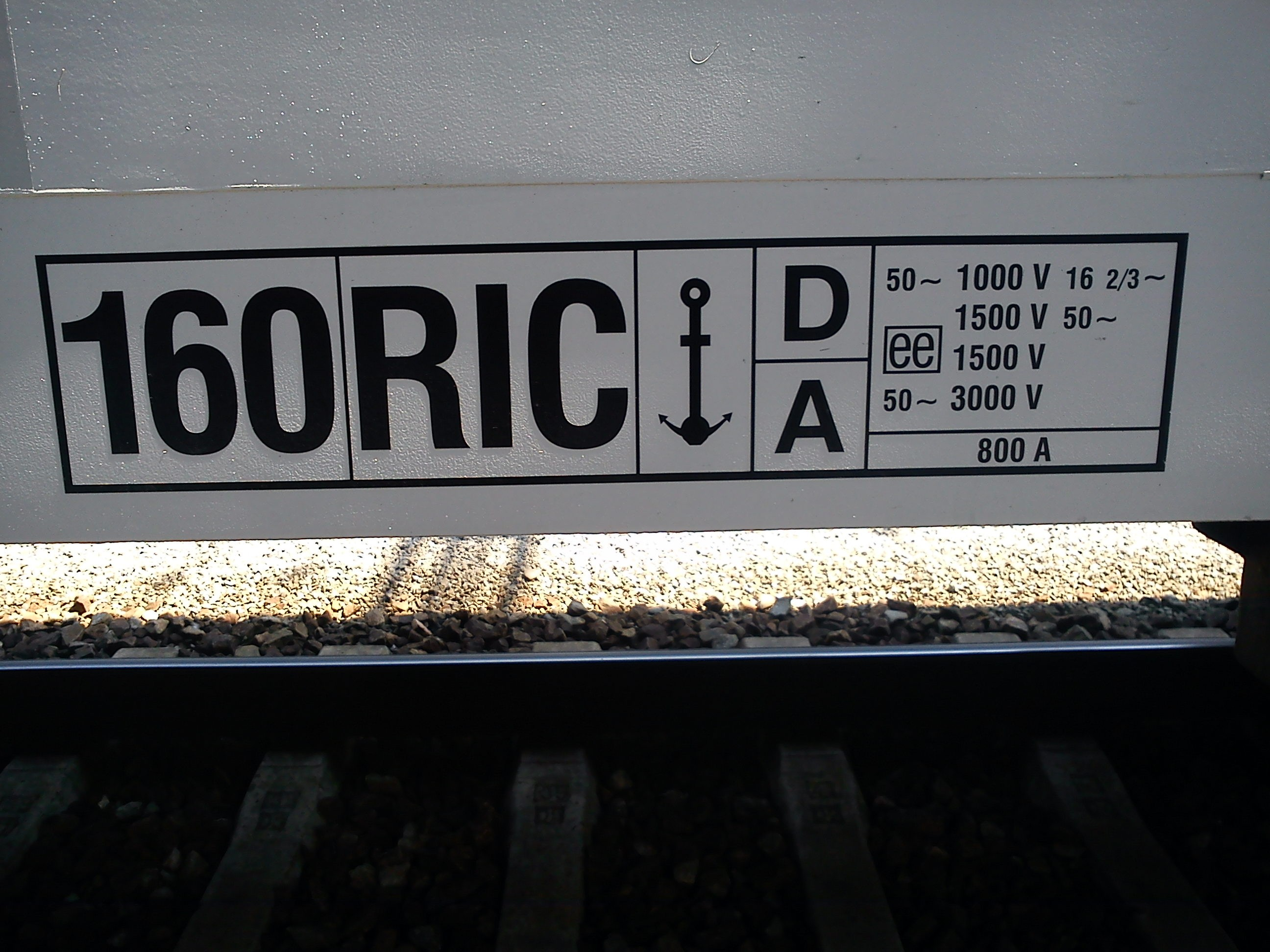
RIC- und Heizraster eines nach Deutschland und Österreich übergangsfähigen Reisezugwagens der Gattung Bmeer der České dráhy mit zusätzlichen Speisespannungen der Zugsammelschiene

Mit dem Aufkommen des elektrischen Bahnbetriebes wurden unterschiedliche Fahrdrahtspannungen und -stromarten genutzt. Die Heizspannungen sind einfache Ableitungen der verwendeten Systeme. Näheres dazu im Artikel Zugsammelschiene. Im internationalen Verkehr sind 1 kV Wechselspannung mit 16,7 Hz, 1,5 kV Gleich- und Wechselspannung mit 50 Hz sowie 3 kV Gleichspannung genormt. Zur Vereinfachung der Zugbildung und für einen einfacheren Wechselverkehr sind insbesondere in Mitteleuropa zahlreiche Wagen auch in der Lage, mit den nicht genormten Wechselspannungen von 1 kV mit 50 Hz, 1,5 kV mit 16,7 Hz oder 3 kV mit 50 Hz versorgt zu werden. Diese zusätzlichen Frequenzen sind im Heizraster links von den Spannungen angegeben. Die Heizfrequenz von 22 Hz, die zur Vermeidung der Beeinflussung von Gleisstromkreisen mit einer Frequenz von 50 Hz insbesondere bei Diesellokomotiven erforderlich ist, wird nicht angegeben.
Da es zur Zeit der Einführung der UIC-Wagennummern noch viele Dampflokomotiven und Diesellokomotiven mit Heizkessel gab, musste auch die Dampfheizung im System berücksichtigt werden. Nicht voraussehbar war zum Zeitpunkt der Einführung, dass danach deutlich mehr Wagen für Geschwindigkeiten über 160 km/h in Dienst gestellt würden, während die Anzahl der Wagen für Geschwindigkeiten bis 140 km/h stark abnahm.

## Beispiel
Aus dem hier verlinkten Bild für eine vollständige Bauartbezeichnung eines Reisezugwagens (bestehend aus Landkürzel, Fahrzeughaltercode, UIC-Wagennummer, Gattungszeichen und Bauartnummer) beispielhaft aufgeschlüsselt:
D-DB 50 80 36-81 040-8 DABpza785.3
```
   D = Deutschland
  DB = Deutsche Bahn AG

  50 = Wagen des Binnenverkehrs (nicht druckertüchtigt)
  80 = Deutschland
   3 = AB; Sitzwagen erster und zweiter Wagenklasse
   6 = Doppelstockwagen
   8 = bis 160 km/h
   1 = elektrische Heizung mit 1000 V, 16,7 Hz; 1500 V, 50 Hz; 1500 V= und 3000 V=
 040 = Ordnungsnummer
   8 = Selbstkontrollziffer

   D = Gattungsbuchstabe Doppelstockwagen
   A = Gattungsbuchstabe Sitzplätze der ersten Wagenklasse
   B = Gattungsbuchstabe Sitzplätze der zweiten Wagenklasse

   p = Kennbuchstabe Großraumwagen klimatisiert
   z = Kennbuchstabe Stromversorgung über Zugsammelschiene
   a = Kennbuchstabe technikbasiertes Türabfertigungsverfahren

 785.3 = Bauartnummer

```